# Скуридин, Геннадий Александрович
Геннадий Александрович Скуридин (01.03.1927 — 13.01.1991) — советский учёный в области физики космического пространства и исследования планет Солнечной системы, лауреат Ленинской премии.
Родился 1 марта 1927 года.
Окончил физико-математический факультет Ташкентского государственного университета (1950). В 1953 г. защитил кандидатскую диссертацию на тему «Некоторые задачи приближенной теории дифракции упругих волн».
Работал заведующим отделом № 11 Отделения прикладной математики Математического института имени В. А. Стеклова АН СССР.
С 1962 учёный секретарь, с 1966 заместитель председателя Межведомственного совета по космическим исследованиям при АН СССР.
С 15 мая 1965 года, когда согласно Постановлению Совета Министров СССР № 392—147 был создан Институт космических исследований Академии наук СССР — и.о директора, затем заместитель директора Института (до 1981).
Руководимой им научной группой предсказано явление прорыва горячей плазмы набегающего солнечного ветра внутрь магнитосферы Земли в нейтральных точках магнитного поля, которое затем было экспериментально подтверждено.
С 1981 зав. отделом ИКИ.
Доктор физико-математических наук.
Лауреат Ленинской премии (1960). Награждён орденами и медалями.
Скоропостижно умер 13 января 1991 года. Похоронен в Москве на Кунцевском кладбище (уч. № 10).
Публикации:
- Космическая физика и космические аппараты [Текст] / Г. А. Скуридин, д-р физ.-мат. наук. — Москва : Знание, 1970. — 63 с.; 21 см.
- Изучение Луны и планет космическими аппаратами [Текст] / Г. А. Скуридин, д-р физ.-мат. наук. — Москва : Знание, 1971. — 64 с. : граф.; 21 см.
- Изучение плазменных оболочек небесных тел космическими аппаратами [Текст] / Г. А. Скуридин, д-р физ.-мат. наук. — Москва : Знание, 1972. — 64 с. : черт.; 21 см.
- Выход человечества в космос [Текст] : (15 лет со времени первого полета человека в космос) / Г. А. Скуридин, д-р физ.-мат. наук, лауреат Ленинской премии, В. И. Севастьянов, канд. техн. наук, летчик-космонавт СССР, Г. А. Назаров. — Москва : Знание, 1976. — 63 с. : ил.; 20 см.
- Пионеры и создатели ракетной техники [Текст] : [Сборник] / [Сост. и авт. коммент.] Г. А. Скуридин. — Москва : Знание, 1975. — 63 с.; 20 см.